# Елвіс Стугліс
Елвіс Стугліс (латис. Elvis Stuglis, нар. 4 липня 1993, Рига) — латвійський футболіст, захисник клубу РФШ та національної збірної Латвії.
Виступав також за клуб «Сконто».
Семиразовий чемпіон Латвії. Чотириразовий володар Кубка Латвії.

## Клубна кар'єра
У дорослому футболі дебютував 2010 року виступами за команду «Олімпс», в якій того року взяв участь у 20 матчах чемпіонату. 
Своєю грою за цю команду привернув увагу представників тренерського штабу клубу «Сконто», до складу якого приєднався 2011 року. Відіграв за ризький клуб наступні два сезони своєї ігрової кар'єри.
Згодом з 2014 по 2024 рік грав у складі команд МЕТТА/ЛУ, «Спартакс» (Юрмала), «Рига», РФШ та «Хробри».
До складу клубу РФШ приєднався 2024 року. Станом на 30 січня 2025 року відіграв за ризький клуб 20 матчів в національному чемпіонаті.

## Виступи за збірні
У 2011 році дебютував у складі юнацької збірної Латвії (U-19), загалом на юнацькому рівні взяв участь у 3 іграх, відзначившись одним забитим голом.
У 2020 році дебютував в офіційних матчах у складі національної збірної Латвії.

## Титули і досягнення
- Чемпіон Латвії (7):

«Спартакс» (Юрмала): 2016, 2017
«Рига»: 2018, 2019, 2020
РФШ: 2021, 2023, 2024
- Володар Кубка Латвії (4):

«Сконто»: 2011-2012
«Рига»: 2019, 2021, 2024
- Володар Суперкубка Латвії (1):

РФШ: 2025